# Plantation de Saint-Jean
 (mai 2019).
Si vous disposez d'ouvrages ou d'articles de référence ou si vous connaissez des sites web de qualité traitant du thème abordé ici, merci de compléter l'article en donnant les références utiles à sa vérifiabilité et en les liant à la section « Notes et références ».
La plantation de Saint-Jean est une ancienne plantation de sucre en ruines située à la sortie de Marigot à Saint-Martin.

## Historique
La première mention de la plantation date de 1772 quand le chevalier Jean de Durat, gouverneur de l'île, épousa l'héritière de la plantation. En 1795, la sucrerie est séquestrée par les révolutionnaires venus de la Guadeloupe. De Durat en reprit possession en 1801, avant de décéder en 1814. Sa veuve racheta la sucrerie voisine de Saint-James, après le passage dévastateur d'un ouragan, en 1819. Ses enfants et petits-enfants continuèrent d'administrer la plantation jusqu'à l'abolition de l'esclavage, en 1848. La sucrerie de Saint-James sera alors revendue en petites parcelles, alors que celle de Saint-Jean sera conservée en l'état. L'exploitation du sucre cessa en 1860, laissant les bâtiments à l'abandon. 
Parmi les ruines, on observe encore un moulin à bêtes à deux niveaux, une sucrerie et une purgerie-guildiverie où le sucre était raffiné.